# 遐福寺
遐福寺，位于中国内蒙古自治区兴安盟科尔沁右翼中旗巴彦呼舒镇。是一座藏传佛教格鲁派寺院。
遐福寺地处巴彦呼舒镇，又称“白音和硕庙”（“白音和硕”与“巴彦呼舒”为同一蒙古语词汇的不同汉语译法）。蒙古语称“黑帝苏莫”，又作“黑帝庙”，意为佛寺。蒙古语俗称“伊克苏莫”（意为大庙）。汉语俗称大庙、黑大庙。“遐福寺”为清朝朝廷赐名。

## 历史
清朝年间，巴彦呼舒一直是图什业图旗（即今科尔沁右翼中旗）的政治、文化、宗教中心。1962年，巴彦呼舒开始建镇。最后形成了如今的巴彦呼舒镇。
清朝崇德元年（1636年），图什业图旗（即今科尔沁右翼中旗）建旗。直到光绪十六年（1890年），巴彦呼舒一直是札萨克和硕图什业图亲王驻地。四世班禅的亲传弟子乃济陀音赴东蒙古传教时，最初到达的便是图什业图亲王的驻地巴彦呼舒。后来，哲里木盟十旗王公尊乃济陀音为科尔沁部十旗的“博克达葛根”，并且在巴彦呼舒兴建了供其诵经的遐福寺。
一说，遐福寺由第一世内齐托音活佛乃济陀音兴建于1644年。一说，该寺建于清朝乾隆年间。鼎盛时期，有喇嘛1000人。该庙以用蒙古语誦经而著称于内蒙古东部。
遐福寺实际上是以遐福寺为主庙的五座庙宇，除了遐福寺之外，其旁边还有阐教寺、双福寺、广福寺、慈福寺。五座庙宇的建筑风格各不相同，分别为汉族古典式、藏式、蒙藏混合式等等。其中，遐福寺规模最大。
当时，遐福寺以青石砌墙，白壁红边，采用汉式坡屋顶、斗拱、方庭，以及藏式的平顶、梯形窗、异形柱，整个建筑为汉藏结合式风格。殿顶采用黄金镀瓦。寺庙顶部四角有铜制金经柱。前面墙壁顶部中央，设有铜制的金色二鹿听经像。殿内为红漆明柱。天花板彩绘龙凤图案。墙上有大型壁画，内容为佛经故事。大经堂正门上方，悬挂着以蒙古文、汉文、满文、藏文书写的“遐福寺”匾额一方。遐福寺的红漆山门内两侧，立有四大天王塑像。大经堂位于正殿前方，为喇嘛诵经的场所，大经堂内的墙上挂满丝织或彩绘的佛像，两侧的长条供桌上有供具、器皿、银鼎、长短经号等法器，大经堂内正中设有檀香木椅，上铺黄缎垫子，木椅前面并列铺有四行地毯，为诵经席。遐福寺院后，建有一座高21米的白色佛塔，塔顶嵌法器及铜制日月模型。
该庙于文化大革命期间遭到毁灭性破坏，绝大部分建筑被毁。1986年至1988年，旗政府投资15万元，对该寺原西热喇嘛仓的正殿和东西偏殿进行修复。2009年，该寺有喇嘛7人。2013年，旗政府投资对堪布喇嘛仓进行抢救性修缮。

## 建筑
遐福寺位于巴彦呼舒镇镇区的西端。其旧址由6个部分组成，每个部分内均有古树。据该庙的喇嘛称，早年该庙的建筑均面向该庙南端的前达玛尼山建造，以山为中心，所以建筑均有一定弧度。大部分殿堂及古树均毁于文化大革命时期。文化大革命后，仅存三处建筑：博格达仓、西热喇嘛仓、堪布喇嘛仓。有的旧址被工厂占用作为厂区。有的虽然残留有古建筑，但已被荒废。
2009年，遐福寺正常使用的古建筑仅有西热喇嘛仓。西热喇嘛仓北靠巴彦呼舒山，南临罕山大街。罕山大街以南为堪布喇嘛仓，现已荒废不用。西面是大雄宝殿，已经被毁，现为电力局。大雄宝殿以北是菩提塔，已经被毁，现与大雄宝殿原址同样为电力局；以南是扎哈庙、释迦八塔，已经被毁，现为居民区。东面的殿堂现已被毁，成为居民区。
2009年时的遐福寺即原来寺内的西热喇嘛仓，坐北朝南，平面呈矩形，三进院落，沿中轴线对称布局。主要建筑依次为：
- 山门/天王殿：一般寺院分设山门/天王殿，遐福寺如今将两殿合为一殿，既是山门，又是天王殿。殿外有一对石狮。该殿东、西耳房为门房。
- 门楼：位于山门/天王殿以北，食堂宿舍和办公室之间的中轴线上。
  - 仓库：两座，分别位于山门/天王殿以北的东、西两侧。
  - 食堂宿舍：位于西侧仓库以北。为南房。
  - 办公室：位于东侧仓库以北。为南房。
- 大雄宝殿：是现存的西热喇嘛仓建筑群内最古老的建筑，原为第一世内齐托音活佛乃济陀音的住所，兴建于1644年。面阔3间，进深2间，汉式风格，砖木造结构，硬山式。该殿建于7米高的台基上。殿内供奉三世佛，墙上挂有唐卡。
  - 法物流通处：大雄宝殿西侧厢房。
  - 接待处：大雄宝殿东侧厢房。
- 仓库：位于大雄宝殿西北侧。
- 空地：大雄宝殿以北为一大片空地。